# 溫克爾 (伊利諾伊州佩里縣)
溫克爾（英語：Winkle）是位於美國伊利諾伊州佩里縣的一個非建制地區。該地的面積和人口皆未知。

## 地理
溫克爾的座標為38°09′00″N 89°29′19″W / 38.15000°N 89.48861°W，而該地的平均海拔高度為171米（即561英尺）。